# Distretto di Lang Suan
Il distretto di Lang Suan (in thailandese: หลังสวน) è un distretto (amphoe) della Thailandia, situato nella provincia di Chumphon.